# باتیتی

باتیتی شهری در شهرستان پومپوئی در استان باله در بورکینافاسوی جنوبی است و جمعیت آن ۵۲۲ نفر است.